# Hermann Gräfe
Hermann Gräfe (* 10. September 1900 in Beerendorf; † 5. Februar 1995) war ein deutscher Politiker und  Funktionär der DDR-Blockpartei DBD. Er war Vorsitzender des Landesverbandes Sachsen-Anhalt und des Bezirksvorstandes Magdeburg der DBD.

## Leben
Gräfe, Sohn eines Landarbeiters, war nach dem Besuch der Volksschule zunächst in der Landwirtschaft tätig, ab 1916 erlernte er das Elektrohandwerk und arbeitete später als Elektromonteur in den Leuna-Werken und in den Elektrizitätswerken Lützen. 1924 trat er der KPD und dem Fabrikarbeiterverband bei. 1928 wurde er Mitglied des Deutschen Metallarbeiter-Verbandes. Er gehörte zu den Mitbegründern des Roten Frontkämpferbundes in Lützen.
Nach der „Machtergreifung“ der Nationalsozialisten 1933 war Gräfe im kommunistischen Widerstand aktiv, wurde verhaftet und 1935 wegen „Vorbereitung zum Hochverrat“ zu drei Jahren Zuchthaus verurteilt. Nach seiner Entlassung wurde er 1938 dienstverpflichtet und 1943 zur Wehrmacht eingezogen.
Nach Kriegsende 1945 wurde Gräfe Betriebsleiter der Elektro-Werke in Lützen und dann 1946 Neubauer. 1945 trat er wieder der KPD bei, 1946 wurde er mit der Zwangsvereinigung von SPD und KPD Mitglied der SED. 1946 wurde er Vorsitzender der Vereinigung der gegenseitigen Bauernhilfe in Lützen und Mitglied ihres Kreisausschusses. 1948 gehörte Gräfe zu den Mitbegründern der DBD im Kreis Merseburg, wurde Vorsitzender der DBD-Ortsgruppe Lützen sowie Mitglied des Kreisvorstandes und Instrukteur des Landesvorstandes. 1950/1951 war er als Hauptabteilungsleiter im Ministerium für Land- und Forstwirtschaft in Sachsen-Anhalt tätig. Gräfe war von 1951 bis 1952 Vorsitzender des Landesverbandes Sachsen-Anhalt der DBD und von 1952 bis 1960 Vorsitzender des DBD-Bezirksvorstandes Magdeburg. Von 1951 bis 1960 war er zudem Mitglied des Parteivorstandes der DBD, von 1951 bis 1953 auch Mitglied des Sekretariats des Parteivorstandes.
Von 1950 bis 1958 war Gräfe Abgeordneter der Volkskammer.

## Auszeichnungen in der DDR
- Vaterländischer Verdienstorden in Bronze (1955).